# Parque Juan Carlos I

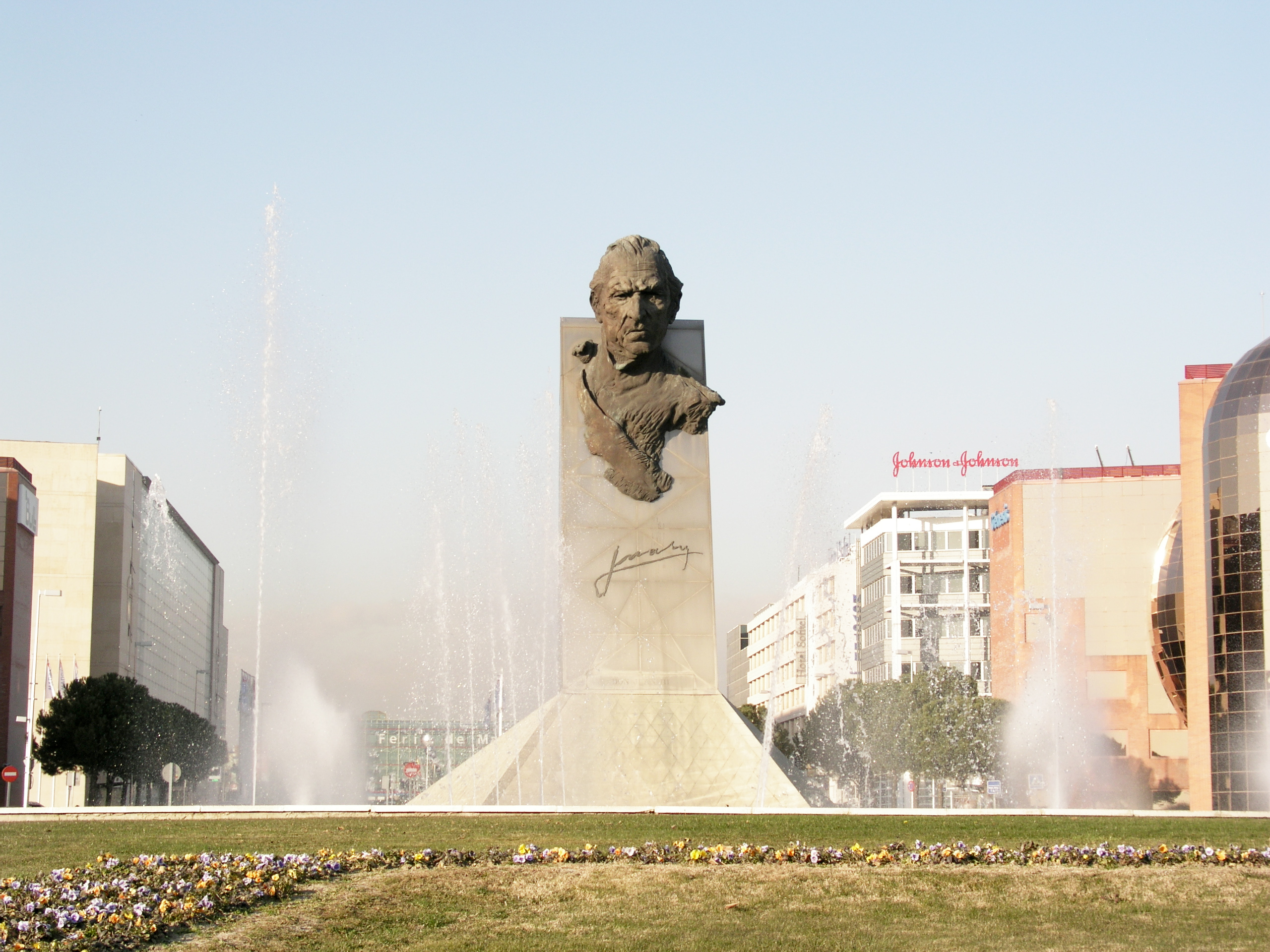
"Monumento a don Juan" av Víctor Ochoa vid ingången.

Parque Juan Carlos I är en park i nordöstra delen av Madrid i Spanien. Parken sträcker sig över ett område på 160 hektar. Den invigdes 7 maj 1992 av kungaparet Juan Carlos av Spanien och drottning Sofía.
Parken är en av de största i Madrid. I kanten av parken ligger mässområdet IFEMA (Campo de las Naciones), där flera stora årliga europeiska utställningar äger rum, till exempel SIMO (Internationell kontorsmöbelmässa).
Parkens arkitekter är Emilio Esteras och Luis Esteban. Parken avgränsas i form av en triangel bildad av vägen Alameda de Osuna, cirkelleden M-40 och motorvägen som går till Barajas flygplats.
Parken är utformad som en gigantisk cirkel avbruten av vattenkanaler och promenadvägar och ger i sin mytiska cirkelgestaltning en förening av samhällsbyggandet och landskapet. I parken ges en stor betydelse åt vattnet, som förekommer på ställen, till exempel den konstgjorda kanalen som har en längd av nästan två kilometer. Sjön i parken har en yta av 30 000 m². Vad beträffar flora finns mer än 2 000 olivträd (den hundraåriga olivodlingen  Olivar Reina Sofia), 10 000 träd av olika arter, 90 000 blomsterplantor och 100 000 buskar.
Bland parkens områden märks också Jardín de las Tres Culturas ("De tre kulturernas park"), som innehåller tre trädgårdar som representerar de tre kulturerna: den kristna, den judiska och den muslimska.
En av de mest karakteristiska av parkens installationer är den "cybernetiska fontänen", där på sommaren sker uppvisningar som kombinerar musik, 300 vattenstrålar, fyrverkeri och belysning. Auditoriet har en kapacitet på 9 000 personer.
Vid ingången till parken finns den stora porträttbysten av Juan Carlos I "Monumento a don Juan" av Víctor Ochoa.
I området ligger golfbanan Olivar de la Hinojosa.

## Skulpturer
I parken finns nitton abstrakta skulpturer av olika konstnärer från olika länder. Elva skulpturer framställdes av internationellt erkända skulptörer som deltog i det internationella symposiet 1992 om skulpturer i det fria som ägde rum i parken. De övriga skulpturerna har tillkommit senare. 
En av de mer monumentala är "Espacio México" av konstnärerna Andrés Casillas och Margarita Cornejo, med en lång uppgång i form av ett stenbelagt sluttande plan på ena sidan.
Gångslingan för att besöka alla skulpturerna heter "Senda de las Esculturas". 
- Leopold Maler (Argentina): Los Cantos de la Encrucijada
- Mario Irarrázabal (Chile): Dedos
- Víctor Ochoa (Spanien): Monumento a Don Juan
- Andrés Casillas och Margarita Cornejo (Mexiko): Espacio México
- Carlos Cruz-Díez (Venezuela): Fisicromía para Madrid
- Amadeo Gabino (Spanien): Homenaje a Galileo Galilei
- Miguel Berrocal (Spanien): Manolona Opus 397
- Alexandru C. Arghira (Rumänien): Pasaje Azul
- Bukichi Inoue (Japan): My Sky Hole/Madrid
- José Miguel Utande (Spanien): Sin Título
- Jorge Dubon (Mexiko): Viga
- Jorge Castillo (Spanien): Paseo entre dos árboles
- Toshimitsu Imai (Japan): Homenaje a Agustín Rodríguez Sahagún
- Dani Karavan (Israel): Sin Título
- Mustafa Arruf (Spanien): Encuentros
- Paul van Hoeydonck (Belgien): Eolos
- Michael Warren (Irland): Viaje Interior
- Yolanda d'Augsburg (Brasilien): Monumento a la Paz
- Samuel Nahon Bengio: Homenaje a las Victimas del Holocausto (2007)

## Bilder

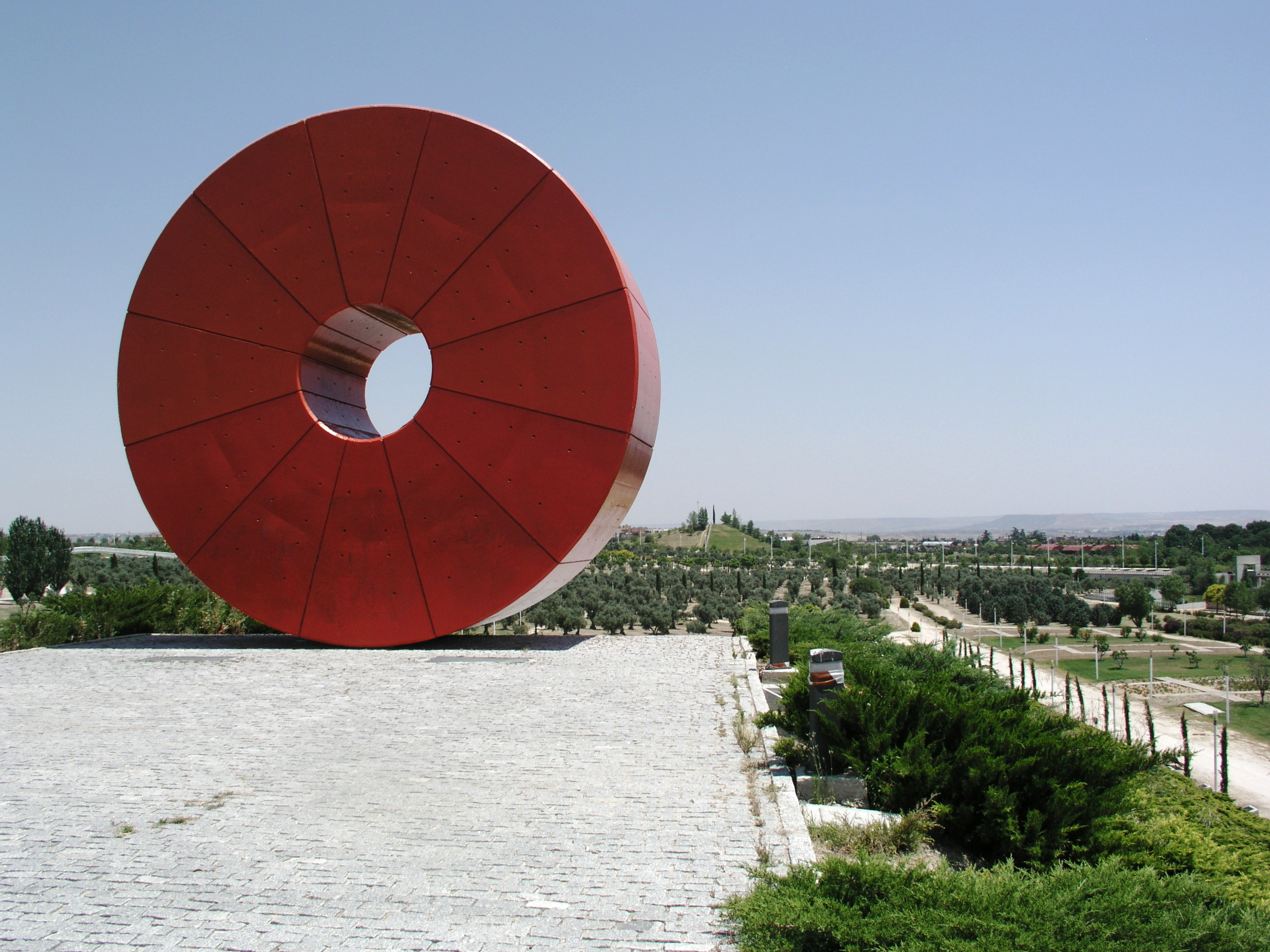
Espacio México
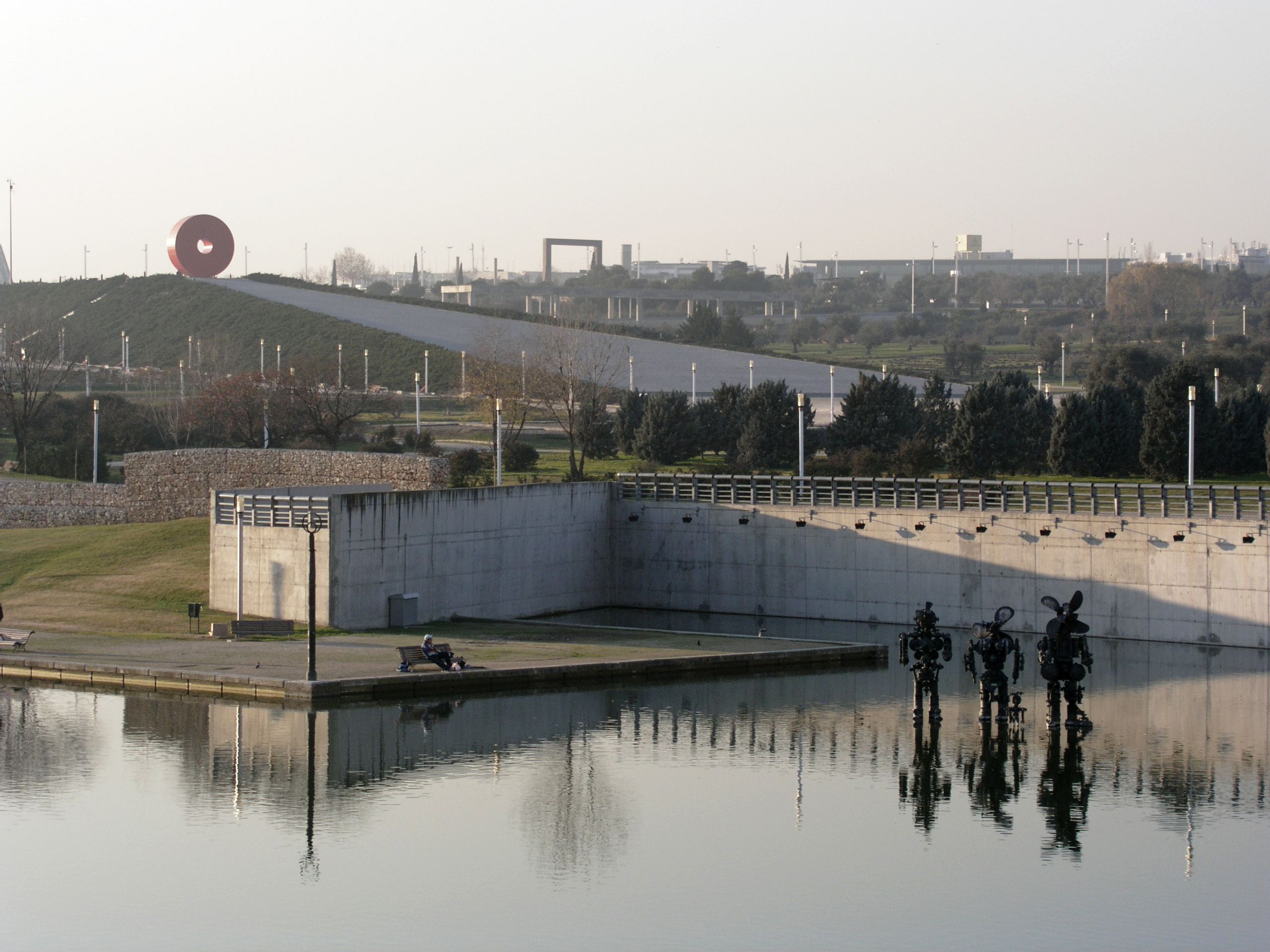
Eolos
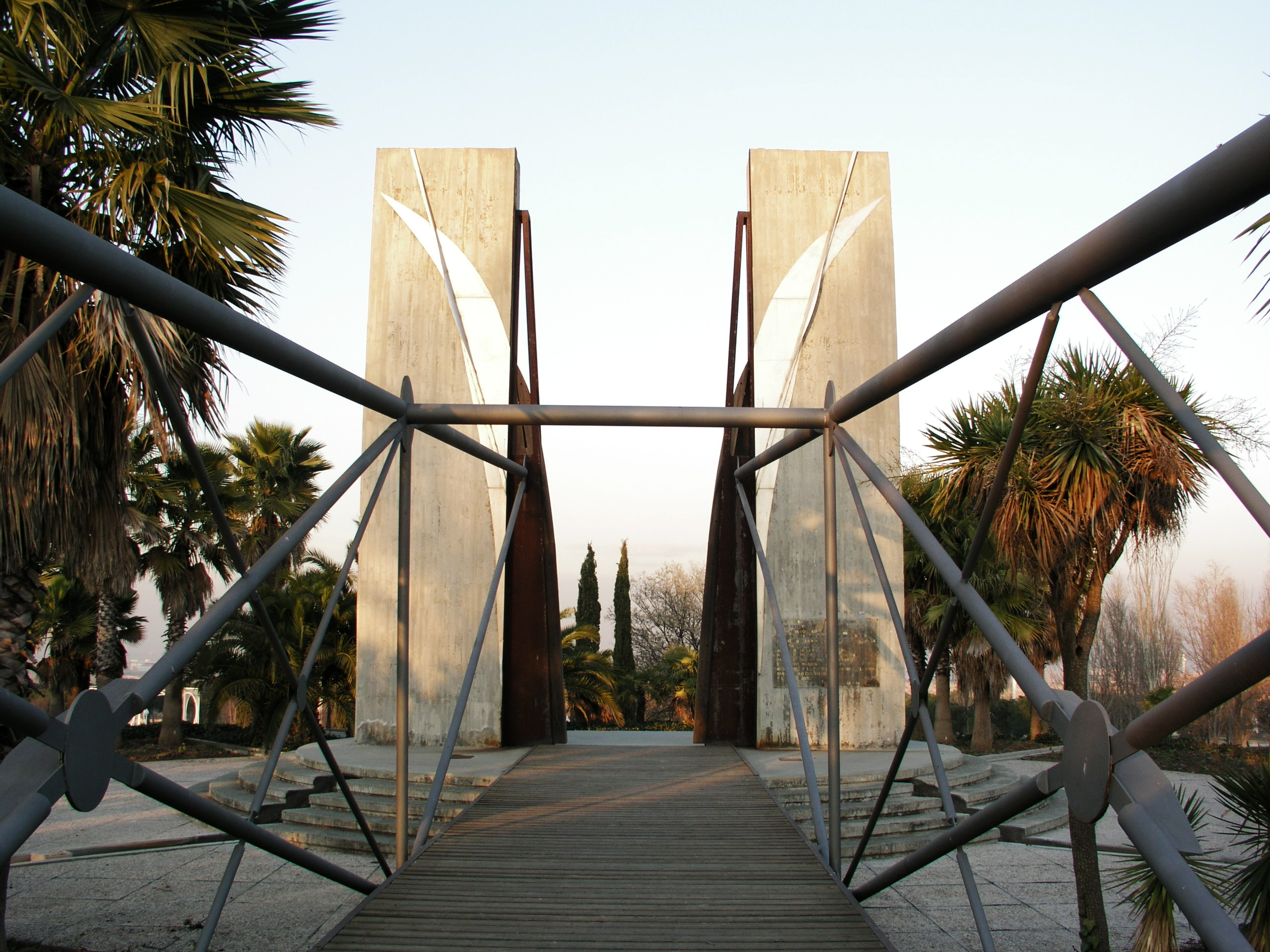
Edens lustgård i Jardín de las Tres Culturas
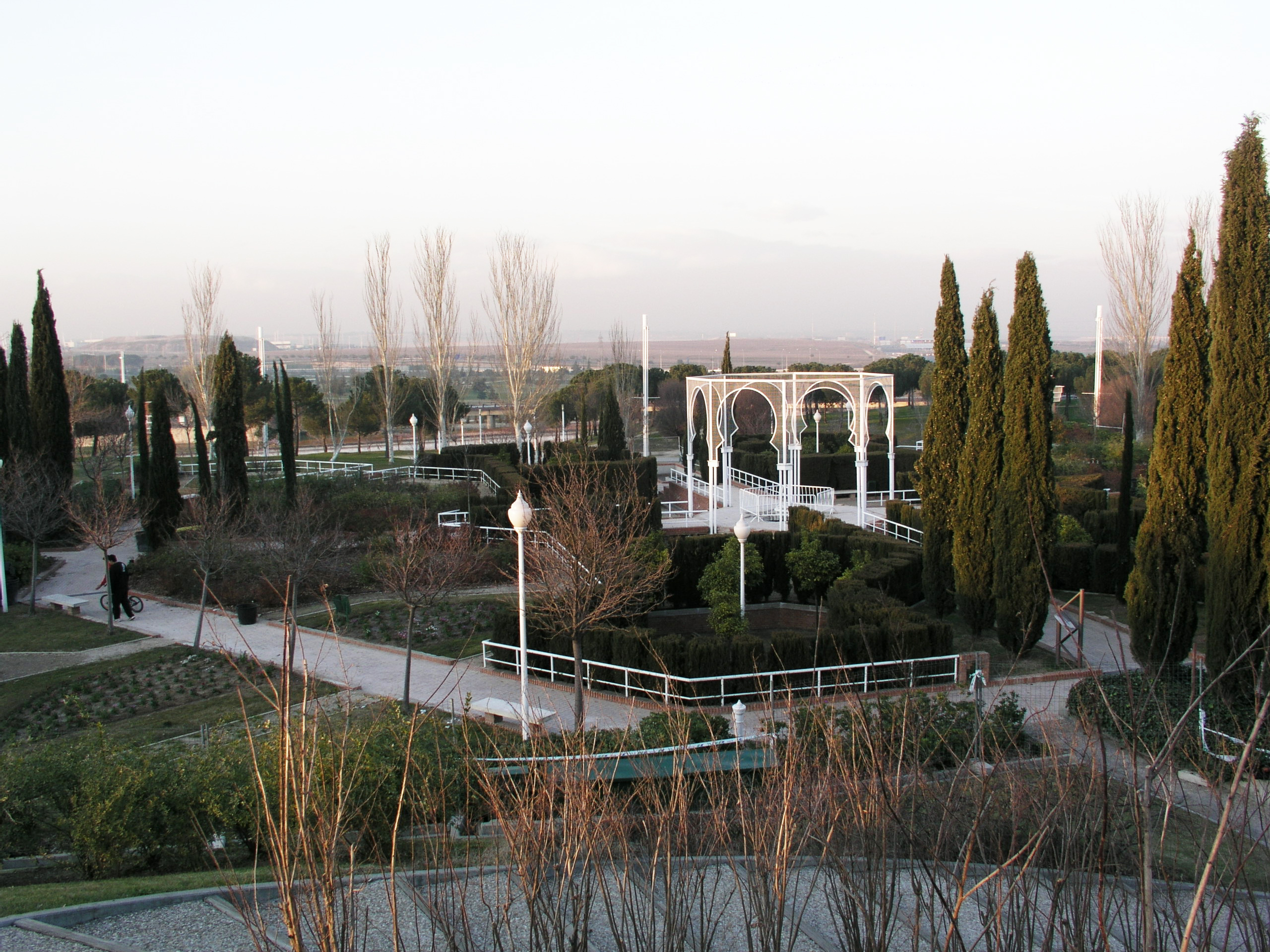
Den arabiska delen
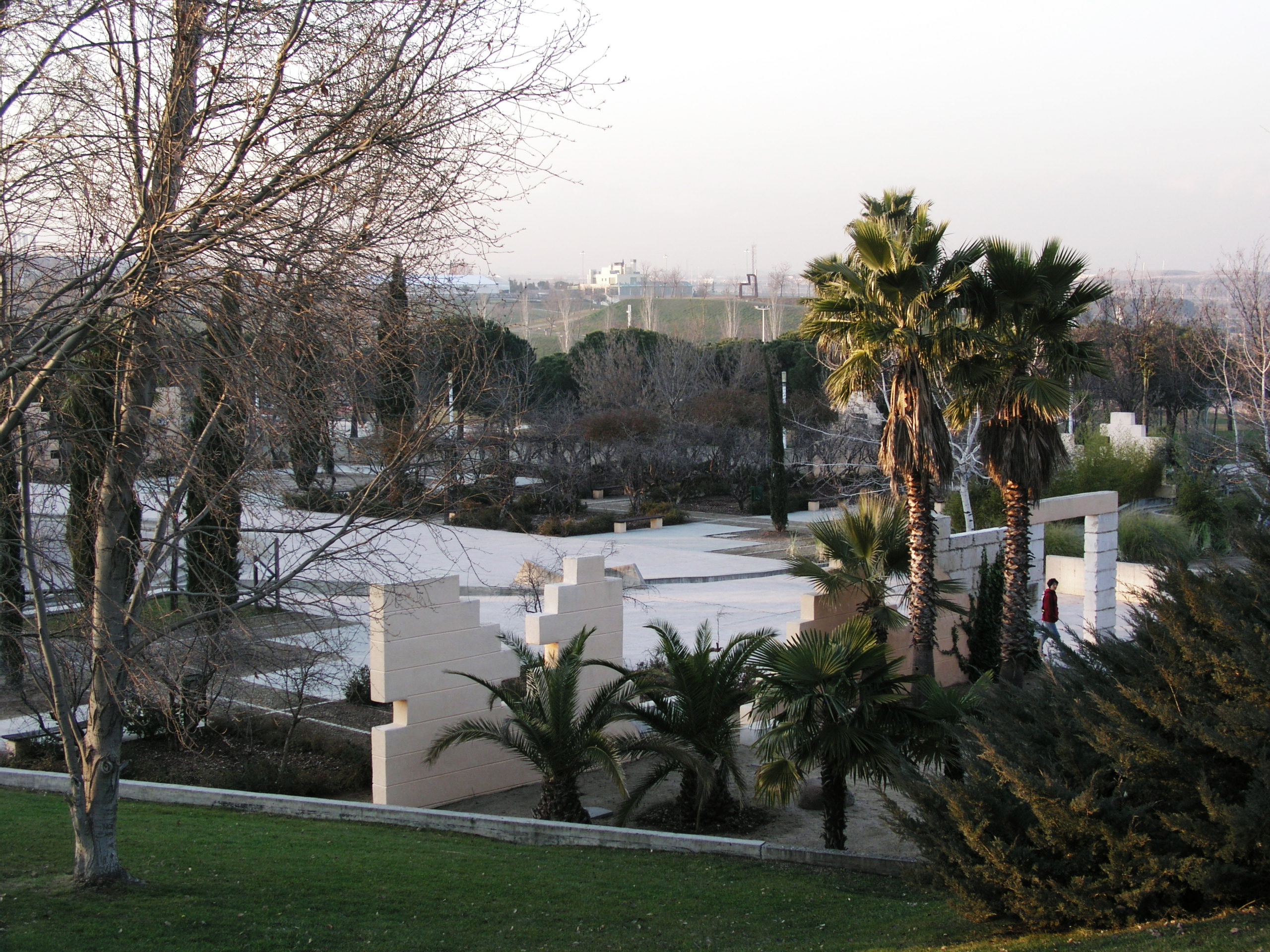
Den judiska delen